# Comic Yuri Hime S
Comic Yuri Hime S (jap. コミック百合姫S Komikku Yuri Hime S) – japoński kwartalnik z mangami yuri, wydawany od 18 czerwca 2007 do 18 września 2010 roku nakładem wydawnictwa Ichijinsha. Był skierowany do męskich czytelników i współtworzyli go głównie autorzy mang shōnen i seinen. Zawierał również elementy moe. Był siostrzanym magazynem Comic Yuri Hime, z którym został połączony w 2010 roku. W czasopiśmie ukazywały się serie takie jak Futari to futari, Konohana kitan i YuruYuri. 